# Alberic Decoene
Alberic Albert Prosper Decoene (Wevelgem, 22 juni 1881 - Brugge 9 november 1958) was een Belgisch rooms-katholiek priester, filosoof en pedagoog.

## Levensloop
Alberic Decoene was een van de dertien kinderen van Bruno Decoene en Eudoxie Callebert. Van de zeven dochters die het gezin telde, werden er zes kloosterzuster. Hij was een neef van deken Edward De Gryse (Roeselare 1848 - Kortrijk 1909), die een grote invloed op hem had.
Decoene volbracht zijn middelbare studies in het Klein Seminarie van Roeselare (Retorica 1901). Van 1901 tot 1904 studeerde hij filosofie aan de Katholieke Universiteit Leuven. De studenten wijsbegeerte verbleven in het Leo XIII college, toen onder de leiding van professor Désiré-Joseph Mercier, de latere kardinaal-aartsbisschop, die op Decoene grote invloed uitoefende. Hij voltooide deze studies als doctor in de wijsbegeerte.
De jaren 1904-1906 bracht Decoene door in het Groot Seminarie van Brugge en hij werd er tot priester gewijd. Van 1906 tot 1910 studeerde hij opnieuw in Leuven en behaalde er de graad van doctor in de theologie.

## Pedagoog
Decoene speelde in het kader van de katholieke onderwijspolitiek een belangrijke rol door woord en geschrift.
In 1910 werd hij leraar opvoedkunde aan de normaalschool van Torhout. Hij begon onmiddellijk aan het samenstellen van nieuwe handboeken over het onderwerp. Van 1915 tot op het einde van de oorlog werd de normaalschool bezet door Duitse troepen en de school verhuisde tijdelijk naar Brugge. Decoene woonde er in het Sint-Janshospitaal, waar een van zijn zusters kloosterzuster was.
In 1918 werd hij directeur van de normaalschool, die weer naar Torhout kon verhuizen. Het jaar daarop stichtte hij, samen met Frans De Hovre een pedagogisch tijdschrift onder de naam Vlaamsch Opvoedkundig Tijdschrift. Ze gaven ook een reeks Pedagogische studiën uit.
In 1927 werd hij erekanunnik van de Brugse kathedraal en in 1930 diocesaan inspecteur voor het katholiek lager onderwijs in het Bisdom Brugge. Hij kwam toen in de nieuw-aangelegde Bossuytlaan in Assebroek wonen, waar hij een huis bouwde. Hij was de voornaamste stichter van de nieuwe parochie en van de Sint-Jozef en Kristoffelkerk. Hij speelde ook een rol op de wijk Male in Sint-Kruis. In 1926 stichtte hij er een lagere school en richtte er een voorlopige kapel op, die later uitgroeide tot de kerk van Sint-Thomas van Kantelberg en op de stichting van de gelijknamige parochie.
Voortaan was hij vooral actief in het doceren van pedagogie en het organiseren van instituten:
- 1931 tot 1951 was hij lector aan de School voor pedagogie aan de K.U.Leuven.
- in 1937 leraar aan het Hoger Technisch Instituut in Oostende
- 1939 tot 1949 was hij buitengewoon docent aan de Laval-universiteit in Canada
- in 1943 stichtte hij het Hoger Instituut voor opvoedkunde, eerst als departement van het gelijknamig instituut van zijn vriend De Hovre in Gent en vanaf 1951 als zelfstandig instituut (Normaalschool Sint-Andreas), waarvan hij de eerste rector werd.

Als inspecteur en als rector werd hij opgevolgd door zijn discipel en vriend, kanunnik Robrecht Stock.
Wevelgem heeft een Alberic Decoenestraat en Sint-Kruis Brugge een Kanunnik Decoeneplein.

## Publicaties
- (samen met John Lancaster Spalding en Jacques Van Ginniken) De persoonlijkheid van den opvoeder, Brugge, 1919
- Inleiding tot de opvoedkunde, 1924
- Het vraagstuk van de tucht, 1924
- Vrede over Israël, 1927
- In 's konings dienst, 1927
- Problemen, 1932
- Kristelijke paidea in denken en doen, Standaard, Antwerpen, (1938),
- Doctor Edward de Gryse, deken van Kortrijk, zijn leven, zijn werk, 1944
- In het licht der encycliek over de Christelijke Opvoeding, 1946